# Radio d'informations
 (mars 2017).
Si vous disposez d'ouvrages ou d'articles de référence ou si vous connaissez des sites web de qualité traitant du thème abordé ici, merci de compléter l'article en donnant les références utiles à sa vérifiabilité et en les liant à la section « Notes et références ».
 (mars 2017).
Une radio d'informations est une installation de radio (station ou webradio) ayant pour mission de diffuser des informations en continu.
La station new-yorkaise WINS (sur ondes moyennes) concrétise la première ce projet en avril 1965. La première à faire de même en Europe, c'est France Info, le 1er juin 1987.
Il existe quatre grandes catégories de radios d'informations :[réf. souhaitée]
- tout info : informations en continu ;
- informations trafic : la meilleure route pour vous, 24 h/24 ;
- informations économiques : comme son nom l'indique, ces radios se concentrent sur les informations économiques ;
- informations météo : prévisions météo locale et nationale.

## Histoire

### Avant l'information en continu
En 1939, certains commentateurs distinguent la radio d'information qui est un rouage dans le mécanisme de l'information de l'État d'une part et la radio de divertissement qui doit s'adapter à la diversité des publics d'autre part.
En 1939, d'autres considèrent que la « radio d'information » ne pourra pas égaler la précision de la presse écrite sur papier.

## Stations de radio d'informations (liste non exhaustive)

### Tout info
- France Info : la première radio de format tout-info en Europe diffuse depuis le 1er juin 1987 à 7 h.
- WINS (AM) : la première radio de format tout-actu aux États-Unis diffuse depuis le 19 avril 1965.
- WCBS (AM) : la deuxième station de nouvelles de New York couvre aussi l'information sportive[pertinence contestée].
- BandNews FM (en) : 100 % de nouvelles sur dix villes au Brésil, mise à jour toutes les vingt minutes.
- Euronews Radio (ru) : l'actualité ainsi que de la musique toute la journée[pertinence contestée].
- 680 NEWS : la première radio de format tout-actu au Canada, diffusant depuis le 6 juillet 1993 à 7 h. Elle diffuse en particulier les conditions de circulation et la météo toutes les 10 minutes, l'information sportive à 15 minutes et 45 minutes, l’information économique à 26 minutes et 56 minutes.
- Inforadio : des nouvelles, la circulation automobile et la météo toutes les vingt minutes de 6 h à 23 h. Elle retransmet en simultané le programme ARD-Infonacht toute la nuit.
- Radio 5 : station de radio tout-info en Espagne, diffusant un journal de cinq minutes toutes les demi-heures.
- Catalunya Informació : l'actualité régionale de Catalunya toutes les soixante minutes.
- News Radio UK (simple) : le rappel des titres d'aujourd'hui toutes les 10 minutes, 24h/24.
- Radio Info (pl) : diffusion de 1993 à 1994 en Pologne sous ce nom de la station tout-info de la radio publique polonaise Polskie Radio créée sur le modèle de France Info en utilisant le réseau de Polskie Radio Program IV (en), transformée en 1994 en Polskie Radio Bis (pl)[3] ; depuis décembre 2010 Polskie Radio 24 (en) est la station de radio publique d'information en continu, face à la concurrence de plusieurs stations privées, notamment Tok FM (pl), Radio Zet (en) ou RMF24.

### Informations trafic
- AM730 (en) : la première station de radio en ce format en Amérique du Nord et le monde, diffuse de Vancouver, Canada.
- Polskie Radio Kierowców (pl) : station polonaise nationale dédiée destinée aux automobilistes

### Informations économiques
- BFM Business : de l'information économique et la bourse sont proposées en direct de 5 h à 0 h.
- Bloomberg Radio : station de radio diffusant l'actualité économique et des chroniques sur les bourses mondiales 24h/24 et 7j/7.